# أول غرام (فلم)
أول غرام هو فيلم مصري من إخراج نيازي مصطفى وبطولة سامية جمال، عبد السلام النابلسي، لولا عبده، حسن فايق ومحمد مرعي. وهو الفيلم الوحيد الذي شارك فيه محمد مرعي.

## نبذة
تُطْرَد سنية الراقصة (سامية جمال) من الفرقة بعد اشتباكها مع مدير الفرقة، وتحل زينب محلها بالفرقة. ولكن يرفض المطرب الذي كان يغني مع سنية الأمر، فتقترح زينب أن يقوم حبيبها صلاح بالغناء بدلًا من المطرب الآخر.

## وصلات خارجية
- أول غرام على موقع الدهليز
- أول غرام على موقع قاعدة بيانات الأفلام العربية
- أول غرام على موقع الدهليز